# 柳瀨隧道 (北陸本線)

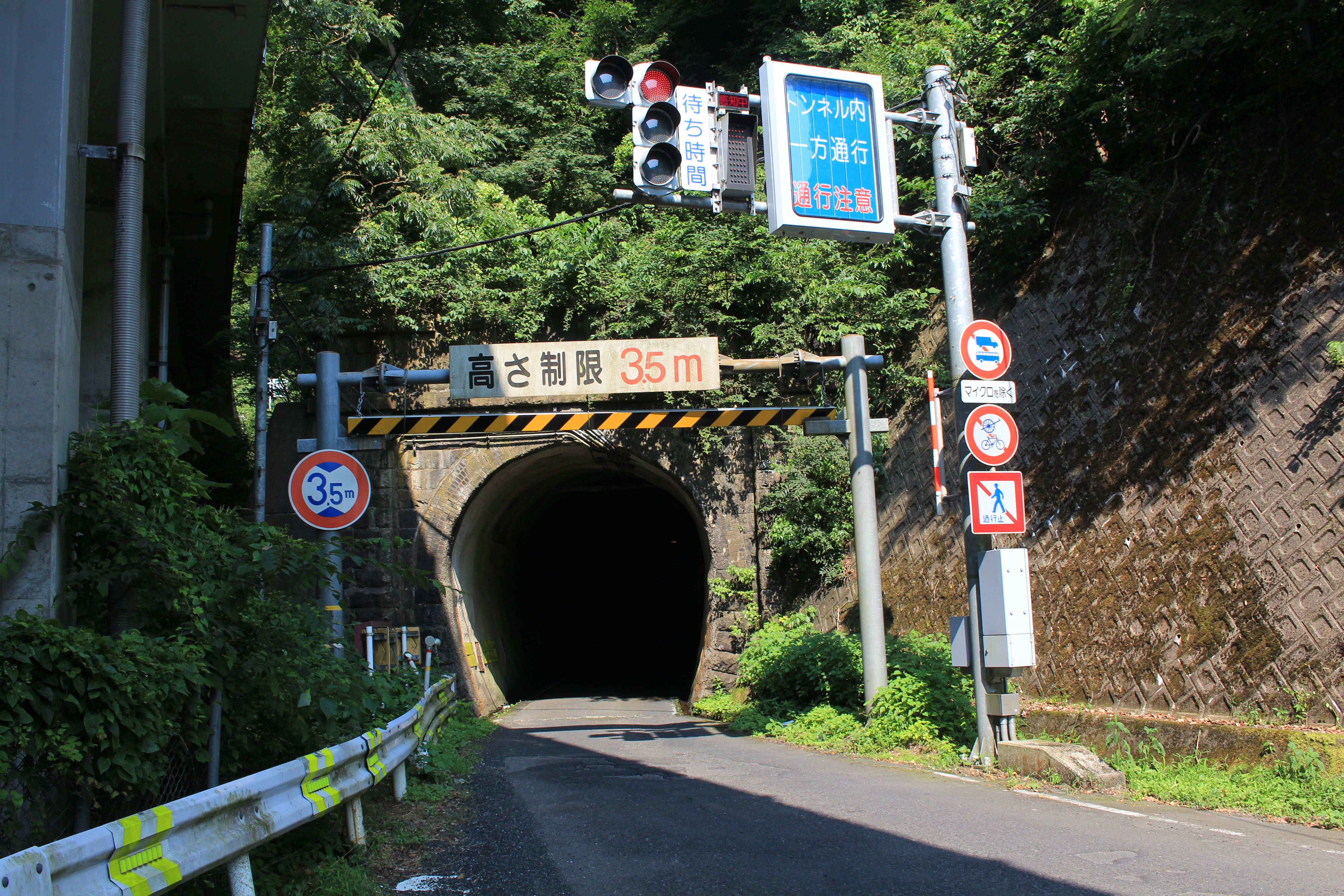
福井县敦賀市一侧的隧道口

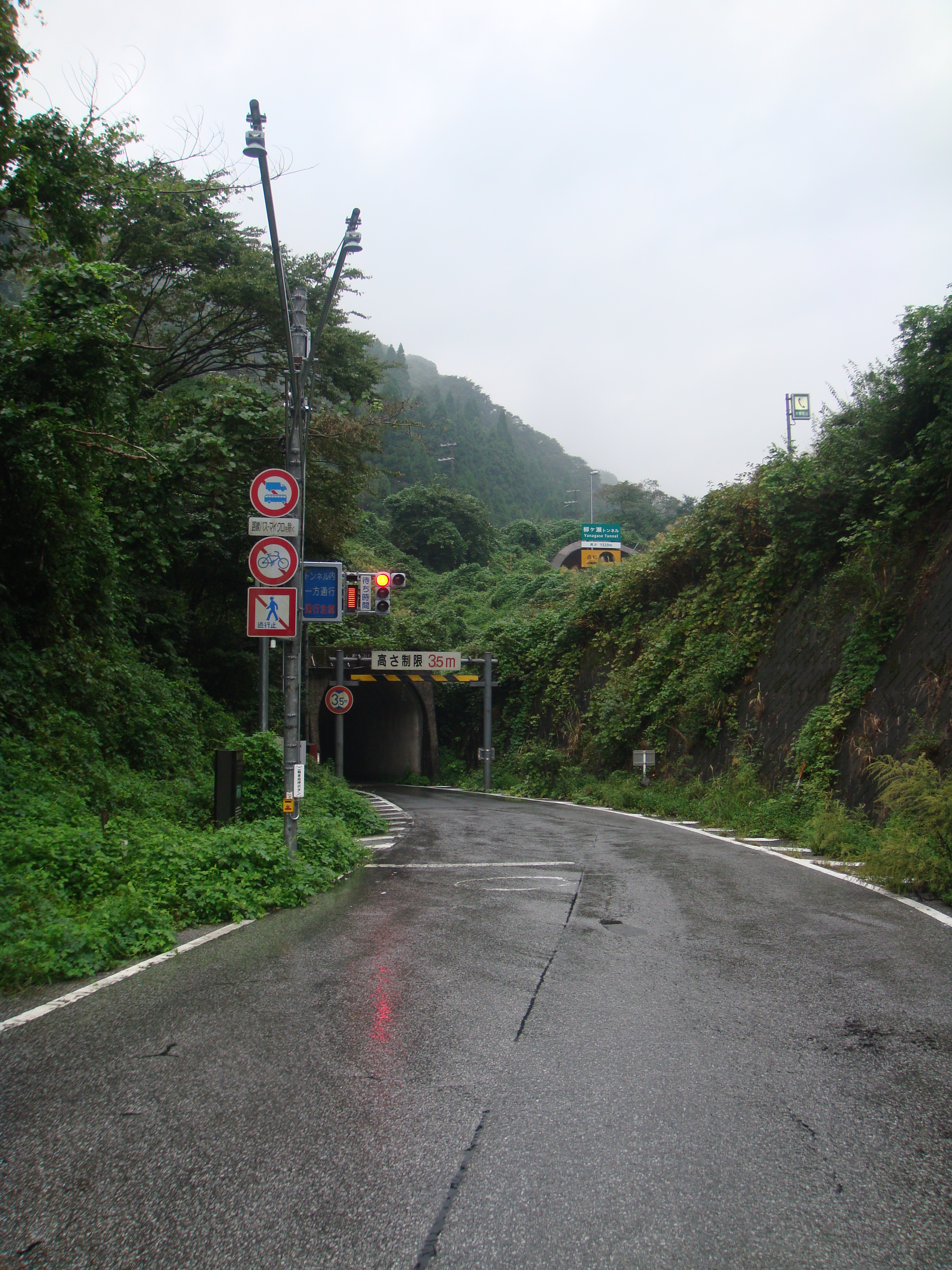
滋贺县長濱市一侧的隧道口

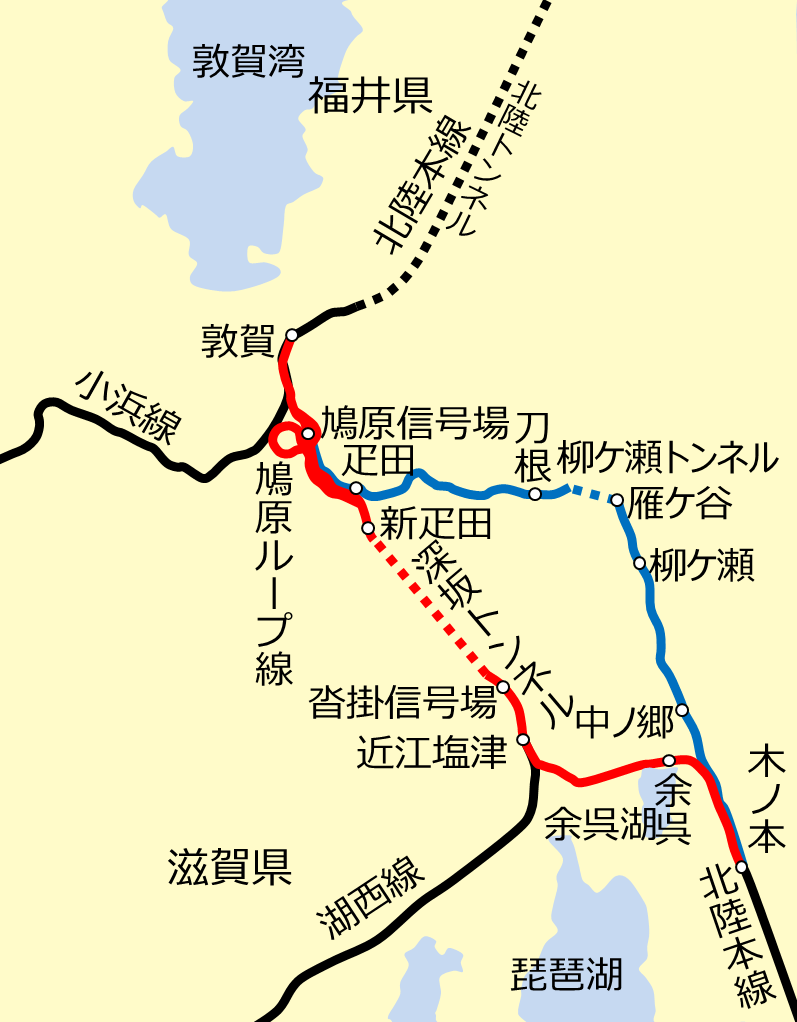
经过柳瀨隧道的柳瀨线（蓝）与经过深坂隧道的新北陸本線（红）线路比較

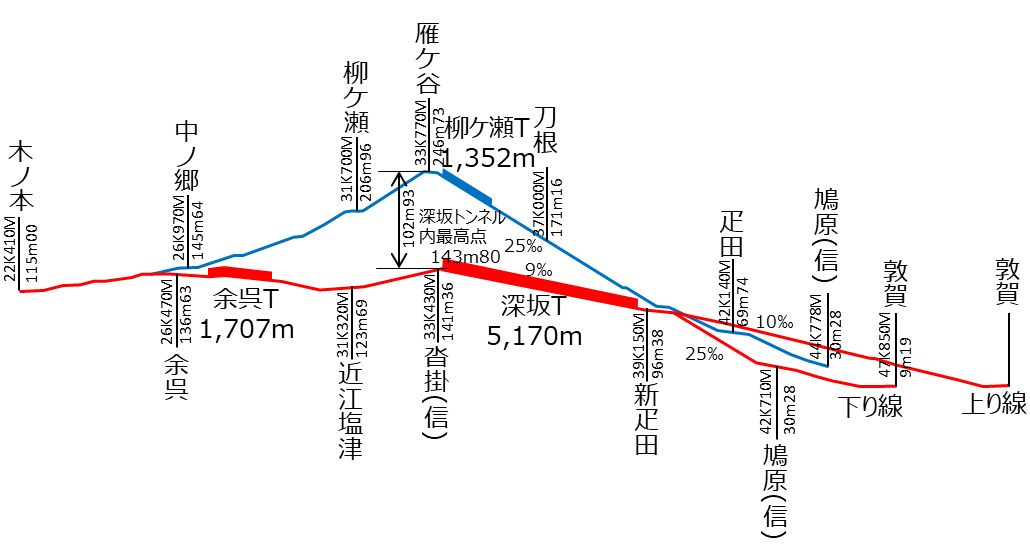
柳瀨隧道与深坂隧道的纵断面比較

柳瀨隧道（日语：／）是日本滋贺县長濱市与福井县敦賀市边界伊吹山地上的一座隧道，原为北陸本線的铁路隧道，全长1352米，1883年11月16日洞通，1884年4月16日建成通车，通车时是日本最长隧道。1957年10月1日深坂隧道开通后，新北陸本線改走深坂隧道，旧线路改为柳瀨線，并在1964年5月11停止使用。1987年4月1日原隧道改为单车道公路隧道，承载福井県道・滋賀県道140号敦賀柳ヶ瀬線，2003年获土木學會選獎土木遺產。